# Alain Guiraudie
Alain Guiraudie   (Vilafranca de Roergue, 15 de juliol de 1964) és un director cinematogràfic, guionista i escriptor francès.

## Biografia
Provinent d'una família de pagesos, Guiraudie es va sentir atret des de jove per la cultura popular. L'any 1990 va realitzar el seu primer curtmetratge: Les héroes són immortels. Fent servir un estil picaresc i en tons de conte, hi vol representar l'entorn la classe obrera, com també ho fa al migmetratge Ce vieux rêve qu bouge, que va rebre el premi Jean Vigo i presentat el 2001 a la Quinzaine des réalisateurs. Jean-Luc Godard el va anomear "el millor film del festival de Cannes." Sempre realitzant les seves pel·lícules al sud-oest de França, Guiraudie s'inicia en la creació de llargmetratges amb Pas de repos pour les braves, Voici venu le temps, Le roi de l'évasion (que fou presentat a la 41a Quinzaine des réalisateurs durant el Festival de Cannes de 2009) i L'inconnu du lac, seleccionada en la categoria Un certain regard del mateix festival el 2013.
Guiraudie és obertament gai i ha citat l'obra de Georges Bataille com un referent en la seva obra.

## Filmografia

### Director

#### Curtmetratges i migmetratges
- 1990: Les héros sont immortels
- 1994: Tout droit jusqu'au matin
- 1997: La Force des choses
- 2001: Du soleil pour les gueux
- 2001: Ce vieux rêve qui bouge
- 2007: On m'a volé mon adolescence (producció televisiva)

#### Llargmetratges
- 2003: Pas de repos pour les braves
- 2005: Voici venu le temps
- 2009: Le Roi de l'évasion
- 2013: L'Inconnu du lac

### Guionista
- 1990: Les héros sont immortels
- 1994: Tout droit jusqu'au matin
- 1997: La Force des choses
- 2001: Du soleil pour les gueux
- 2001: Ce vieux rêve qui bouge
- 2003: Pas de repos pour les braves
- 2005: Voici venu le temps
- 2009: Le Roi de l'évasion
- 2013: L'Inconnu du lac

### Aparicions com intèrpret
- 1990: Les héros sont immortels, d'Alain Guiraudie
- 1993: Les Yeux au plafond curt de Mathieu Amalric
- 2001: Du soleil pour les gueux, d'Alain Guiraudie
- 2002: Un petit cas de conscience, de Marie-Claude Treilhou

## Premis i nominacions

### Premis
- 2013: Premi a la millor direcció (Festival de Cannes) per L'inconnu du lac
- 2013: Queer Palm per L'inconnu du lac

### Nominacions
- 2003: César al millor curtmetratge per Ce vieux rêve qui bouge
- 2014: César a la millor pel·lícula per L'inconnu du lac
- 2014: César al millor director per L'inconnu du lac
- 2014: César al millor guió original per L'inconnu du lac